# 坂田道太
坂田道太（日语：坂田 道太/さかた みちた，1916年7月18日—2004年1月13日），日本政治家，自由民主黨黨員。曾擔任衆議院議長（第64代）、法務大臣（第40代）、防衛廳長官（第33代）、文部大臣（第91・92代）、厚生大臣（37代）、衆議院議員（17期）等職。